# Seance

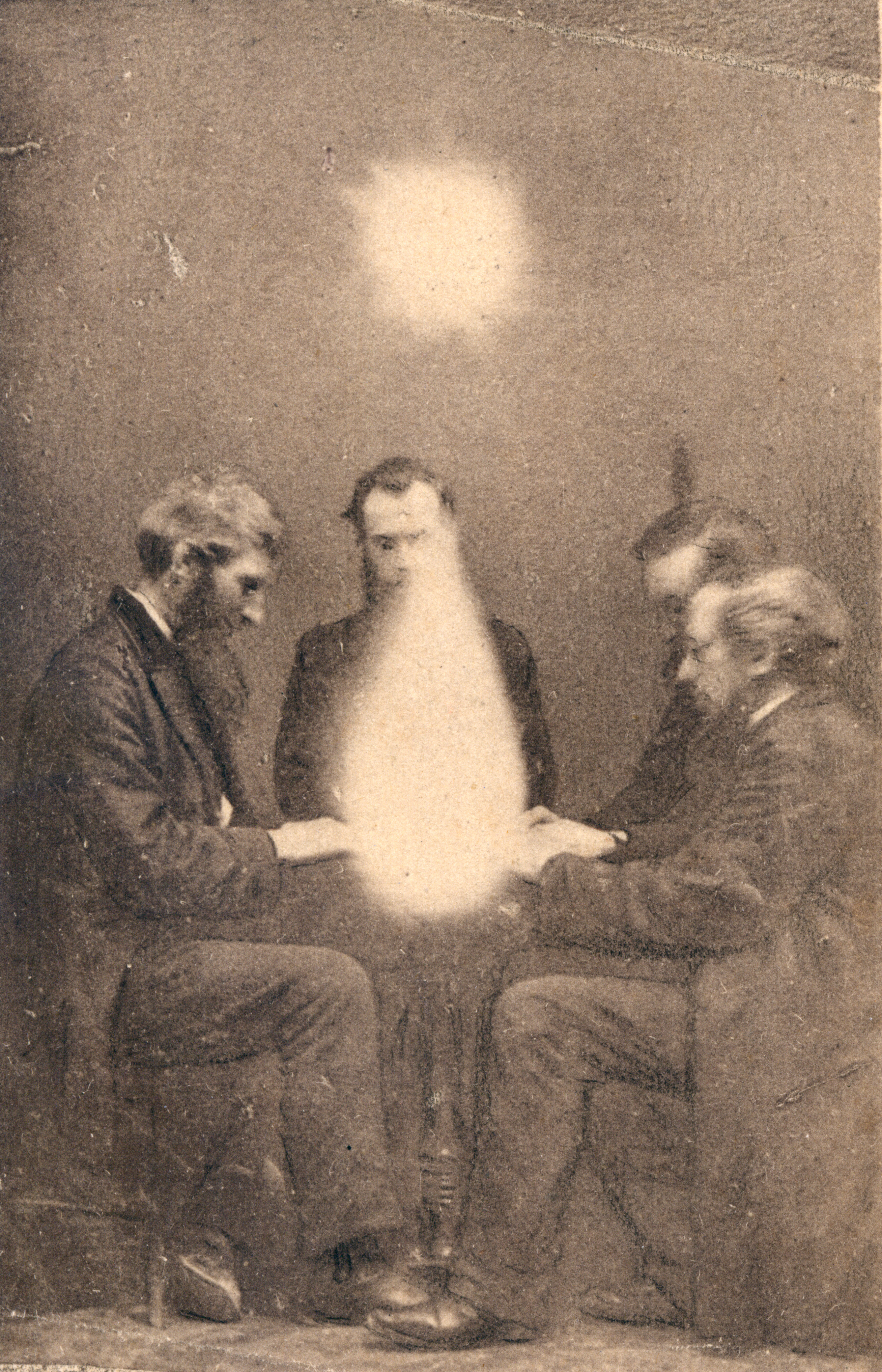
Seance uitgevoerd door John Beattie in Bristol, England, 1872

Een seance is een bijeenkomst met publiek waarop geprobeerd wordt om te communiceren met geesten. Het woord seance komt van het van oude Franse woord voor "sessie" "zetel" of "zitting", "seoir" oftewel zitten. Van schrijfster, pedagoge, spiritiste en feministe Elise van Calcar was bekend dat ze seances bij haar thuis organiseerde.
Tijdens een seance probeert een medium te communiceren met de geesten van de doden. Omdat van sterk licht wordt gezegd dat het deze communicatie zou belemmeren, vindt een seance meestal plaats in het donker of in gedempt licht. Over het algemeen nemen zes of acht personen deel, die normaal gesproken een cirkel vormen en elkaars handen vasthouden.
Gelovigen beweren dat, wanneer de communicatie heeft plaatsgevonden, er een onstoffelijke stem wordt gehoord, of een stem spreekt via het medium, of dat er een geest verschijnt. Soms lijkt muziek van onbekende bron de ruimte te vullen, of voorwerpen beginnen te bewegen. Ook wordt soms beschreven hoe zich uit "ectoplasma" een hand of een ander ledemaat, of een heel lichaam vormt. Andere vermeende middelen van communicatie met de geestenwereld zijn automatisch schrijven, in trance spreken, en een Ouijabord of planchette. 